# Helsdingenia ceylonica
Helsdingenia ceylonica là một loài nhện trong họ Linyphiidae.
Loài này thuộc chi Helsdingenia. Helsdingenia ceylonica được miêu tả năm 1985 bởi van Helsdingen.